# صراع درازدي
صراع درازدي أحيانًا يتم تهجئتها دروزدي كان حادثًا في يوليو 1998 تورطت فيه حكومة بيلاروسيا ودبلوماسيون من دول أخرى. بدأها من قبل زعيم بيلاروسيا ألكسندر لوكاشينكو معلنًا أن مجمع درازدي ملك للحكومة وأغلقه للإصلاحات. كانت المشكلة أن العديد من الدبلوماسيين وخاصة من الدول الغربية أطلقوا اسم المنزل المعقد. على الرغم من أن لوكاشينكو حاول التفاوض بشأن موقف مع القوى الغربية مثل فرنسا وألمانيا من خلال تعيين أولادزيمير هيراسيموفيتش لإجراء محادثات، إلا أنه لم يتم حل القضية في الوقت المناسب. واحتجاجًا على الحادث استدعت الولايات المتحدة مؤقتًا سفيرها دانيال سبيكارد، الذي قضى عامًا واحدًا في واشنطن قبل أن يعود إلى بيلاروسيا. كانت إحدى نتائج الحادث أن الاتحاد الأوروبي أصدر حظر سفر للوكاشينكو وما يقرب من 130 مسؤولًا حكوميًا آخر يمنعهم من السفر إلى 14 دولة من دول الاتحاد الأوروبي التي كانت آنذاك 15 دولة. بدأ هذا أيضًا في دفع الولايات المتحدة والدول غير الأعضاء في الاتحاد الأوروبي إلى إصدار حظر مماثل (الولايات المتحدة لديها إعفاء لزيارات المسؤولين المحظورين إلى مقر الأمم المتحدة في مدينة نيويورك). وفقًا لـ إيتار تاس يُستخدم مجمع درازدي الآن كمقر إقامة للرئيس، وتم منح الدبلوماسيين الذين تم إجلاؤهم مواقع جديدة في مينسك.